# Yun Hyu
Yun Hyu (14 octobre 1617 –20 mai 1680) est un homme politique de la dynastie de Joseon et un lettré néoconfucianiste. Son nom de plume est Baegho (백호, 白湖, le lac blanc) et il est le chef de file de la faction des méridionaux. 

## Biographie
Il appartient à l'école de Yongnam, du nom de la province de Kyongsang, et qui se réclamait de Toegye. L'école principale qui lui était opposée était celle Kido, du nom des provinces de Kyônggi et de Ch'ungch'ông, qui se réclamait de Yulgok. Assez indépendant, il décida de retravailler sur les originaux des classiques chinois de Zhu Xi et même de leur apporter de nouveaux commentaires qui feraient autorité, ce qui le fit progressivement considérer comme un ennemi, et même un traîte, par Song Si-yôl. 
En 1660, il mène la controverse concernant les rituels de deuils pour le roi Hyojong. En 1674, il est de nouveau impliqué dans ce type de controverse, cette fois au sujet du décès de la reine Inseon (en). En 1680, le roi Sukjong lui ordonne de se suicider après un long débat public avec Song Si-yeol. Ce dernier le considérait comme quelqu'un « qui dérange et qui ne suit pas les principes du confucianisme » à cause de sa vision révisionniste sur le livre de Zhu Xi, « la doctrine du milieu ».

## Œuvres
- Baegho junseo (백호전서, 白湖全書)

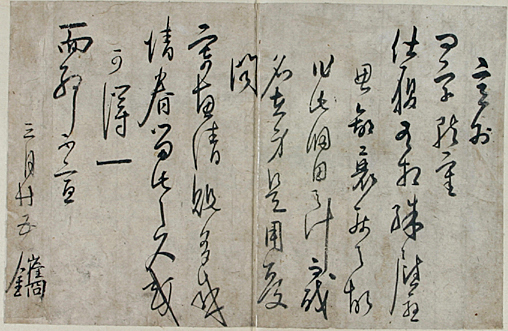
Une lettre de Yun Hyu

- Baegho dokseogi  (백호독서기, 白湖讀書記) : le « recueil de lectures de Baegho », une compilation d'études bibliographiques sur « la doctrine du milieu » et la « Grande Étude ».
- Juryeseol (주례설, 周禮說)
- Hongbeomseol (홍범설, 洪範說)
- Jungyongdaehakhoosul (중용대학후설, 中庸大學後說)
- Jungyongseol (중용설, 中庸說)
- Baegho jip (백호집, 白湖集)